# Jüdischer Friedhof (Kleve)

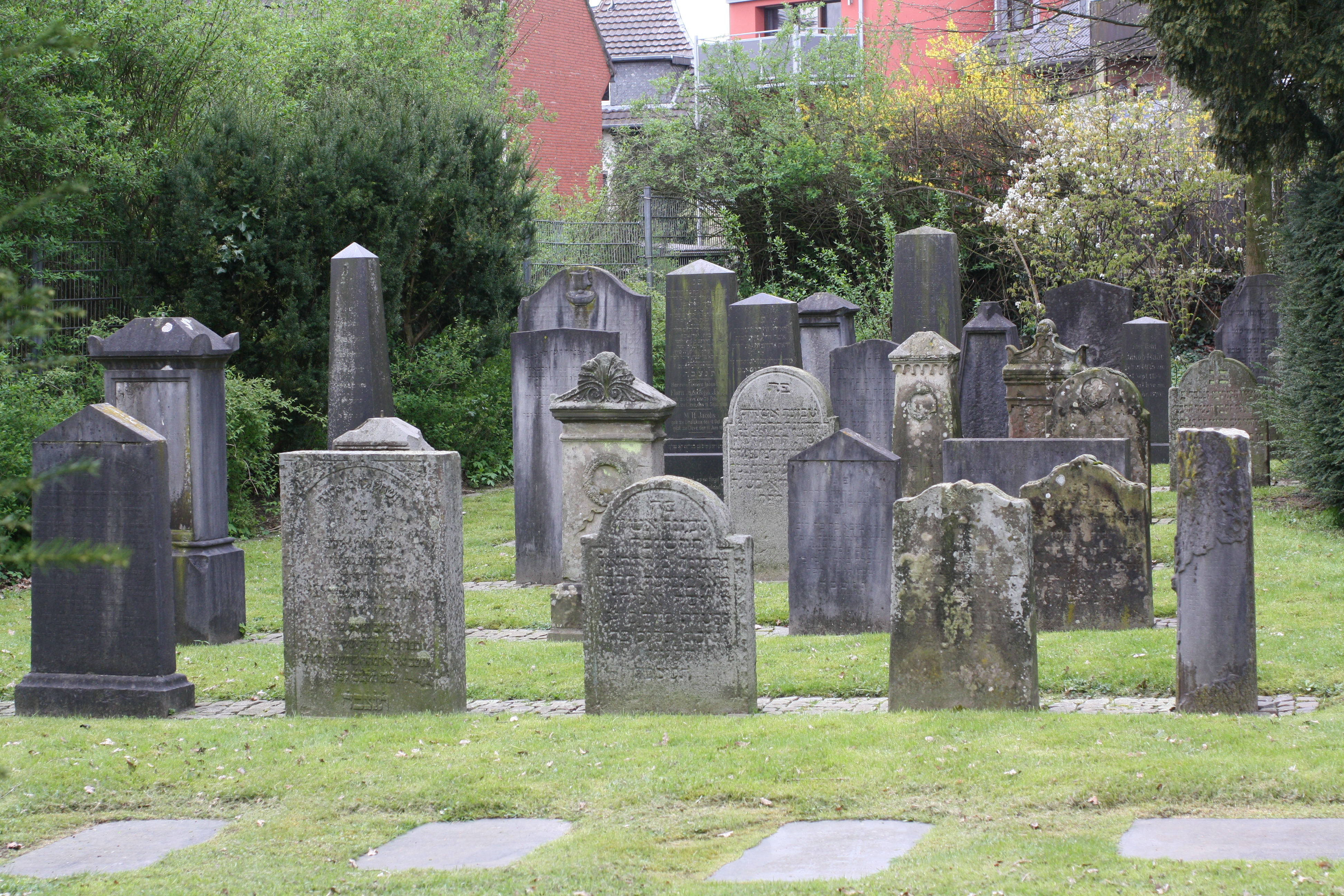
Jüdischer Friedhof in Kleve

Der Jüdische Friedhof in Kleve, der Kreisstadt des Kreises Kleve in Nordrhein-Westfalen, wurde in der zweiten Hälfte des 17. Jahrhunderts angelegt. Der jüdische Friedhof an der Ernst-Goldschmidt-Straße ist ein geschütztes Baudenkmal.
Auf dem jüdischen Friedhof in Kleve sind nur noch wenige Grabsteine vorhanden, denn viele wurden während der Zeit des Nationalsozialismus entfernt. Heute sind noch 75 Grabsteine vorhanden, die aus der Zeit zwischen 1702 und 1937 stammen.